# دسولو
دسولو (به ایتالیایی: Desulo) یک کومونه در ایتالیا است که در استان نیورو واقع شده‌است.

## خصوصیات
دسولو ۷۴٫۸ کیلومترمربع مساحت و ۲٬۷۳۷ نفر جمعیت دارد و ۸۸۶ متر بالاتر از سطح دریا واقع شده‌است.

## خواهرخوانده
شهر Montecchia di Crosara خواهرخواندهٔ دسولو هست.